# Echinopora ashmorensis
Echinopora ashmorensis är en korallart som beskrevs av Veron 1990. Echinopora ashmorensis ingår i släktet Echinopora och familjen Faviidae. IUCN kategoriserar arten globalt som sårbar. Inga underarter finns listade i Catalogue of Life.